# سردار پاپارایودو
سردار پاپارایودو 
(به تلوگویی: Sardar Papa Rayudu) فیلمی محصول سال ۱۹۸۰ و به کارگردانی داساری ناریانا رائو است. در این فیلم بازیگرانی همچون ن. ت. راما رائو، سری دوی، شاردا، موهان بابو ایفای نقش کرده‌اند.